# فرقة المصريين
فرقة المصريين فرقة غنائية مصرية، كونها الموسيقي هاني شنودة عام 1977، وتوقف نشاطها عام 1988.
تكونت الفرقة من:
- منى عزيز
- إيمان يونس
- راندا
- تحسين يلمظ
- ممدوح قاسم
- هاني الأزهري
- خالد حمدي موسيقي و DOP و روائي (مؤلف روايه بورتريه)
- عمر فتحي (الذي كان يعرف وقتها بعمر جوهر).

كتب لهم كبار الشعراء، مثل صلاح جاهين، وعمر بطيشة، والرائع عبد الرحيم منصور.
الفرقة كونها الفنان هاني شنودة في نهاية السبعينات الا انها تفككت بوفاه كل من تحسين يلمظ وصلاح جاهين، وسفر كل من منى عزيز وايمان يونس..
من أشهر أغاني الفريق: ما تحسبوش يا بنات، وماشية السنيورة.

## الألبومات
- بحبك لا صدر عام 1977
- حرية صدر عام 1979
- بنات كتير صدر عام 1980
- ابدأ من جديد صدر عام 1981
- ماشية السنيورة صدر عام 1985
- حظ العدالة صدر عام 1988

## أشهر الفرق الغنائية المصرية في السبعينيات
- فرقة النهار
- فرقة المصريين
- فرقة الأصدقاء
- فرقة الچيتس
- فور إم
- فرقة طيبة
- البلاك كوتس "The Black Coats"
- ليه بتى شاه "LES PETITS CHATS”